# Вилхелм Фуртвенглер
Вилхелм Фуртвенглер (Берлин, 25. јануар 1886 — Баден-Баден, 30. новембар 1954) је био немачки диригент.

## Биографија
Вилхелм Фуртвенглер је рођен у Берлину, а одрастао је у Минхену где је добио приватно музичко образовање. Први пут је наступио са двадесет година, 1908. године, и том приликом извео Брукнерову девету симфонију. Веома је брзо напредовао и 1920. године му је понуђено место диригента оркестра Берлинске опере, које је до тада држао Рихард Штраус. Како је ту стицао невероватна признања, а популарност му непрестано расла, већ 1922. године је наследио Артура Никиша на челу Берлинске филхармоније, где ће остати до краја живота.

## Време нацизма
Са доласком нациста на власт, Фуртвенглер као већ истакнут уметник, најпре је несметано наставио каријеру у Немачкој. Међутим, проблеми су се појавили јер је наставио да подучава неке јеврејске ученике и наставио да изводи композиције Густава Малера (чија су дела сматрана непожељним због његовог јеврејског порекла). Тако је 1936. године стигла понуда да преузме Њујоршку филхармонију, коју је до тада држао Артуро Тосканини. Фуртвенглер је намеравао да ту понуду прихвати, међутим појавили су се извештаји и одговори да он то неће моћи да уради, јер намерава да поново преузме Берлинску оперу. Ови извештаји су онемогућили сваку даљу сарадњу са Њујоршком филхармонијом.
Оно што се заправо десило је да је нацистички режим показао своју тоталитарну природу и настојао да у себе инкорпорира и контролише сваки сегмент друштвеног живота, па тако и уметност. На тај начин су присталице националсоцијализма онемогућиле дугорочне аранжмане Фуртвенглера у иностранству, и уопште свако напуштање Немачке. Након тога, Фуртвенглер наступа у Немачкој током рата и постоје фотографије Фуртвенглерових наступа, док Хитлер и Геринг седе у првом реду. Међутим, Вилхелм Фуртвенглер никада није постао члан немачке Националсоцијалистичке партије, као нпр. Херберт фон Карајан, коме је то као младом диригенту било потребно за даље напредовање. Али ипак, ратне године су Фуртвенглеру онемогућиле сваки контакт са иностранством. После рата је имао проблема због оптужби за сарадњу са Хитлеровим режимом, те су прве послератне године биле јако тешке за Фуртвенглера. Међутим, био је ослобођен оптужби за колаборацију и 1947. године се вратио у Берлинску филхармонију и ту остао до краја живота. Умро је у Баден- Бадену у Немачкој 30. новембра 1954. године.

## Фуртвенглер - Тосканини
Веома битан део каријере Вилхелма Фуртвенглера се односи на његов сукоб са Артуром Тосканинијем. Ове два диригентска великана прве половине 20. века представљају антиподе у диригентској пракси. На само да су били у сталној трци за диригентским троном тог времена, већ су и њихови приступи музици, и њихови стилови у дириговању били потпуно различити. Фуртвенглеров стил се огледао у субјективном приступу. Он је, не држећи се у потпуности партитуре, производио произвољан звук, не следећи у потпуности ноте, већ стварајући логичке целине у музици. То је понекад производило јако брз, понекад готово тром темпо, али увек чист тон и дивну музику.
Са друге стране Тосканини је био објективан и невероватно прецизан. Једном приликом је Фуртвенглер присуствовао Тосканинијевој проби девете симфоније Лудвига ван Бетовена. Када је Тосканини прецизно извео почетне тактове, Фуртвенглер је узвикнуо: “Проклети тактодавац!“, и одмах напустио салу.